# Sinarjaya (Bungbulang)
Sinarjaya is een bestuurslaag in het regentschap Garut van de provincie West-Java, Indonesië. Sinarjaya telt 4966 inwoners (volkstelling 2010).